# Empyr
Empyr es un grupo musical de rock francés formado en 2007. Se compone de cinco miembros procedentes de diferentes grupos tales como Kyo, Pleymo, Watcha y Vegastar. La banda eligió hacer música en inglés con el objetivo de que sus canciones llegaran a mercados extranjeros.
Su primer álbum de estudio, The Peaceful Riot, fue grabado en Los Ángeles y producido por Ken Andrews. Su lanzamiento tuvo lugar el 12 de mayo de 2008, y su primer sencillo fue el tema New Day.

## Miembros
- Benoît Poher, de Kyo (voz).
- Florian Dubos, de Kyo (guitarra, voz secundaria).
- Frédéric Duquesne, de Watcha (guitarra).
- Benoît Julliard, de Pleymo (bajo, coros).
- Jocelyn Moze, de Vegastar (batería).

## Biografía
De origen francés, esta banda de rock nació por la confluencia de artistas procedentes de otros grupos: Vegastar, Kyo, Watcha y Pleymo. Sus miembros son Benoît Poher (vocalista), Florian Dubos (guitarrista, vocalista), Frédéric Duquesne (guitarrista), Benoit Julliard (bajista, vocalista), y Jocelyn Moze (batería).

## Discografía
Empyr cuenta con dos álbumes de estudio y un mini-álbum:
1. 1.er álbum - The Peaceful Riot: Por lo que se sabe, hasta marzo 2013 la banda lleva vendiendo más de 1,500,000 de copias con este álbum.
2. 1.er mini-álbum - Your Skin, My Skin: Por lo que se sabe, hasta marzo 2013 la banda lleva vendiendo más de 720,000 copias con este mini-álbum.
3. 2nd álbum - Unicorn: Por lo que se sabe, hasta marzo 2013 la banda lleva vendiendo más de 3,700,000 copias con este álbum, siendo su álbum más exitoso hasta el momento.

| Año  | Álbum                                                                     |
| ---- | ------------------------------------------------------------------------- |
| 2008 | The Peaceful Riot - Lanzamiento: 12 de mayo de 2008 - Sello: Sony Records |
| 2009 | Skins - Lanzamiento: 2009 - Sello: Sony Records                           |
| 2011 | Unicorn - Lanzamiento: 2011 - Sello: Sony Records                         |